# Kontrapost

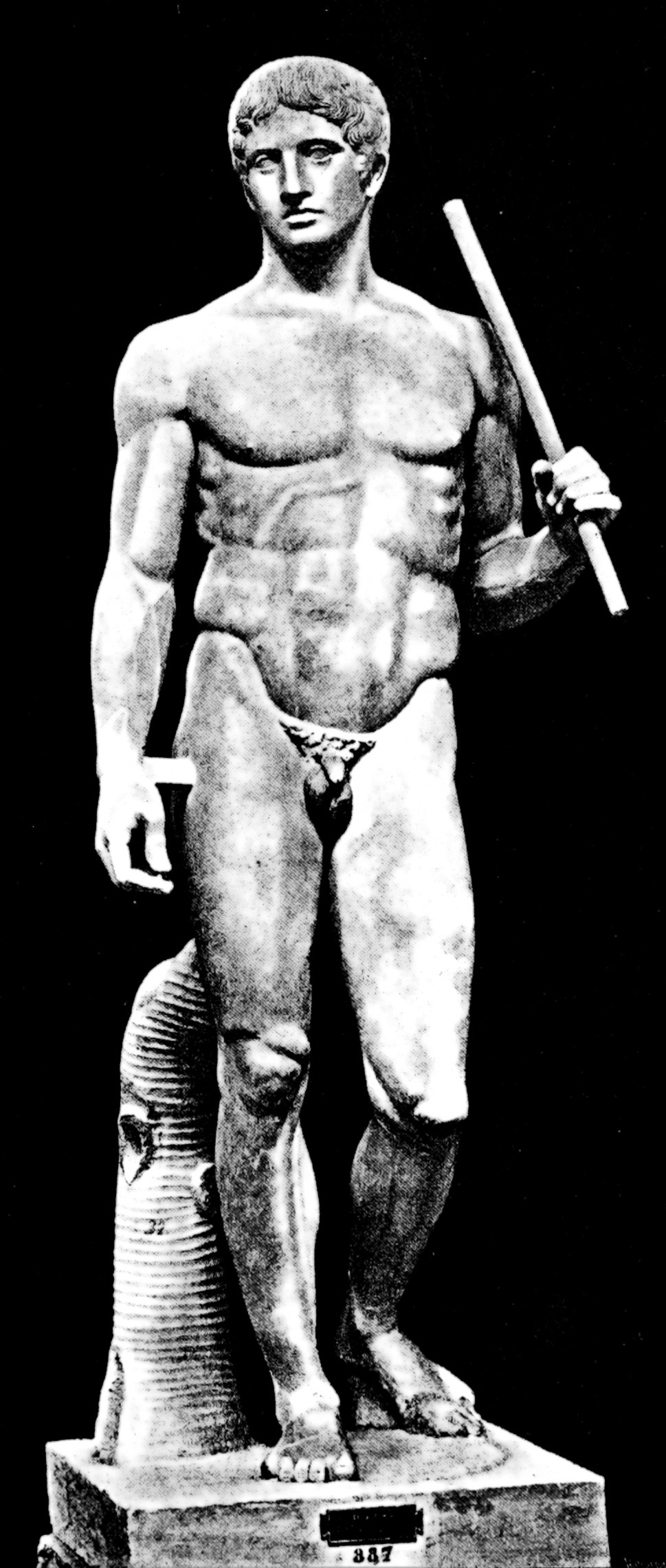
Doryforos Polikleta - przykład zastosowania zasady kontrapostu w rzeźbie greckiej z okresu klasycznego

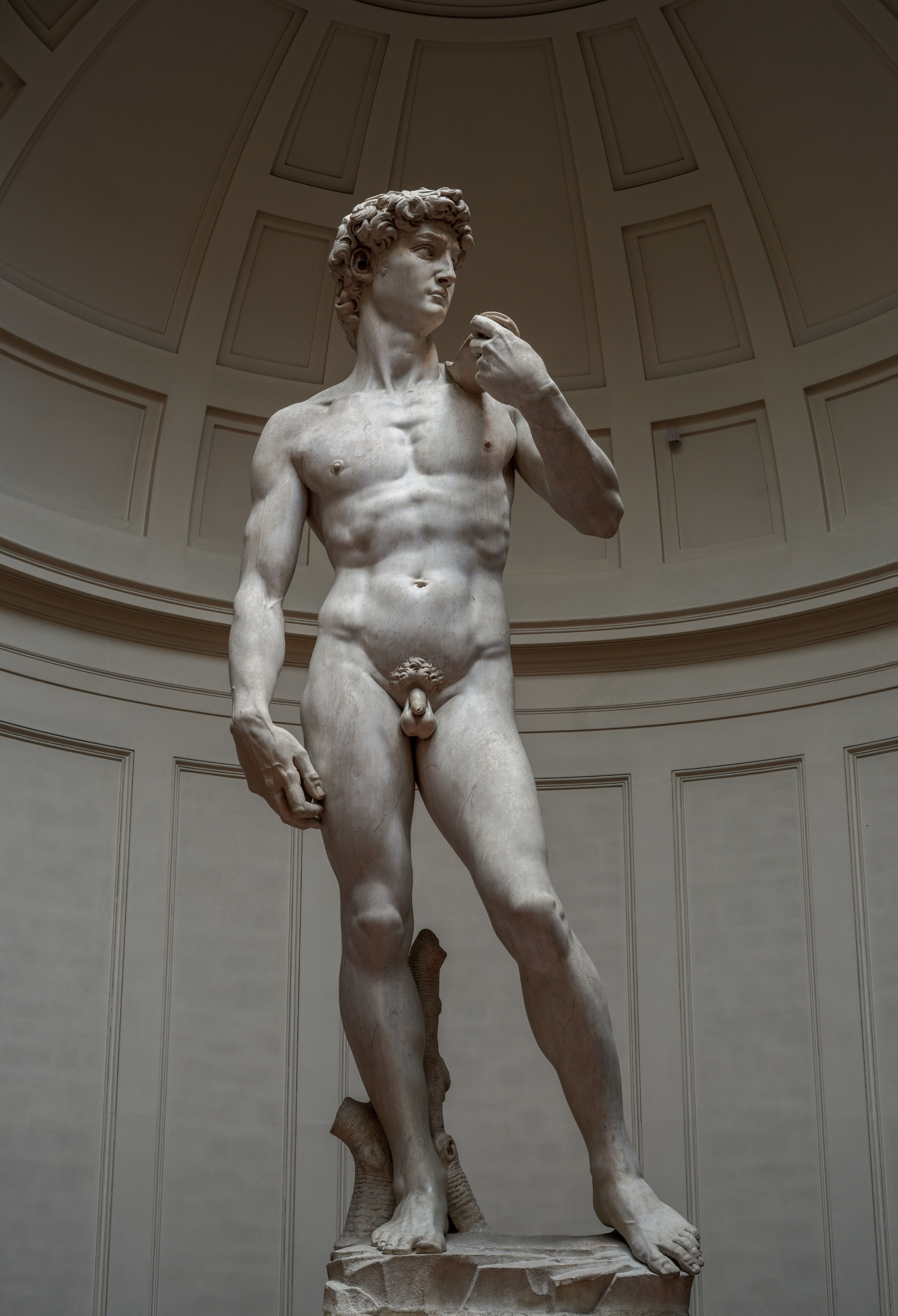
Dawid dłuta Michała Anioła - przykład zastosowania zasady kontrapostu w rzeźbie z okresu renesansu

Kontrapost − w sztukach plastycznych sposób ustawienia postaci tak, iż cały ciężar jej ciała opiera się na jednej nodze, podczas gdy druga jest odciążona i lekko wspiera się na ziemi. Ten układ nóg równoważony jest przez wygięcie tułowia i rąk - barki są pochylone przeciwnie w stosunku do bioder, co w połączeniu z pochyleniem głowy sprawia, że kręgosłup postaci tworzy kształt litery "S". Jedna z rąk zwykle jest spuszczona, a druga coś dzierży.
Kontrapost znany był już w starożytnym Egipcie i Grecji. Wypierał z czasem frontalne przedstawienie postaci, opartej w równym stopniu na dwóch nogach, stosowane w archaicznej fazie rozwoju rzeźby greckiej. Powszechnie przyjął się w rzeźbie greckiej okresu klasycznego (za wzorcowy przykład zastosowania koncepcji uważany jest Doryforos dłuta Polikleta z Argos).